# Juan Bautista Maíno

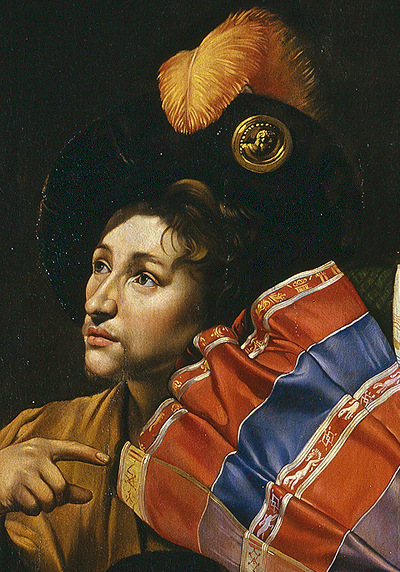
Detalhe da Adoração dos Magos

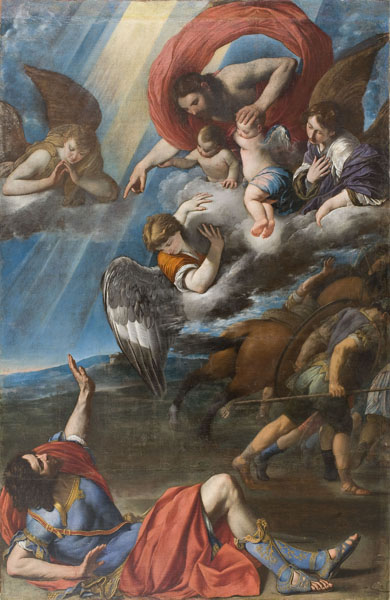
A Conversão de São Paulo

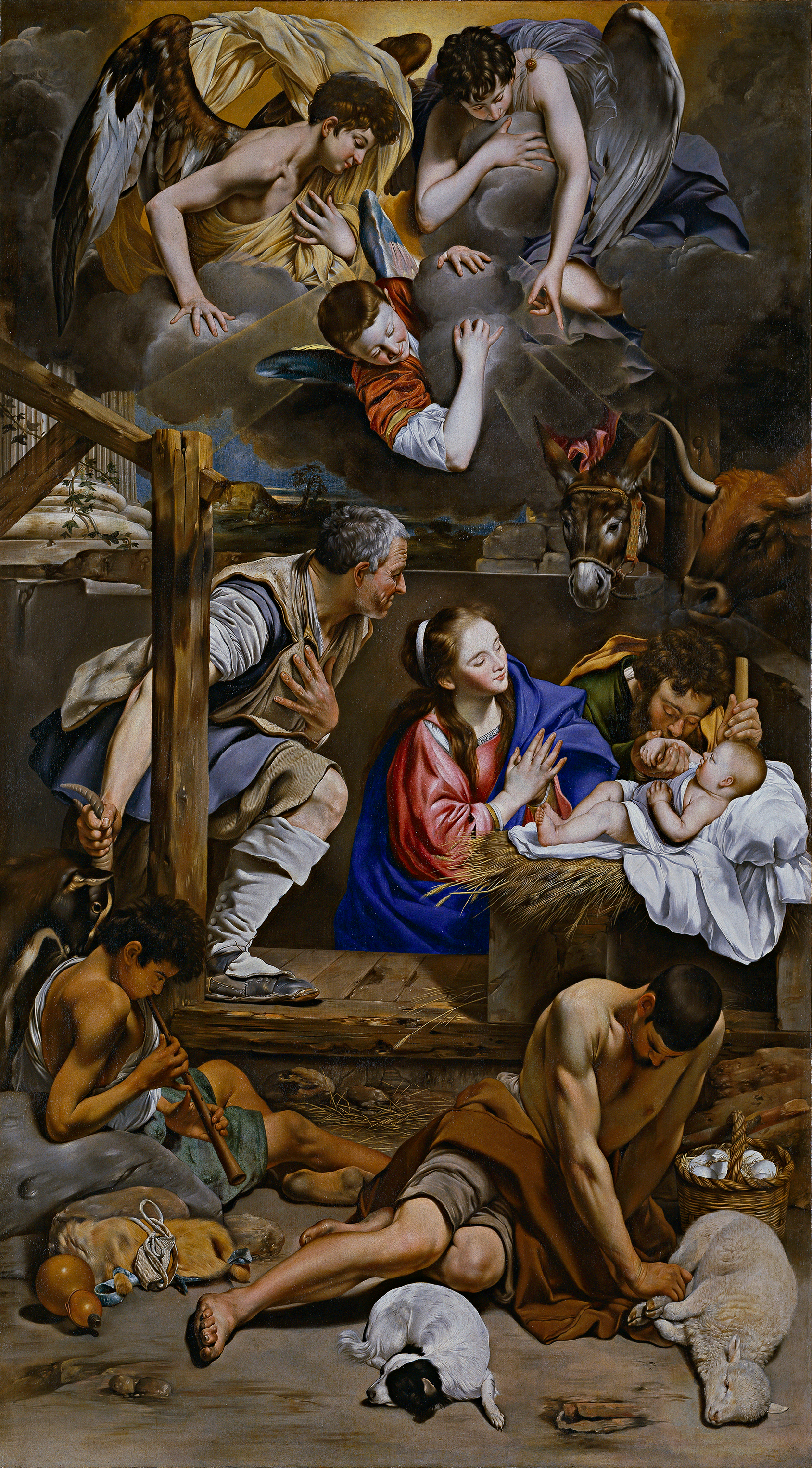
Adoração dos Pastores

Frei Juan Bautista Maíno, ou Mayno (Pastrana, 15 de outubro de 1581 – Madri, 1 de abril de 1649) foi um pintor do barroco espanhol
Seu pai era um comerciante que vendia tecidos milaneses e a sua mãe era uma nobre portuguesa. Ambos estavam ao serviço de Ana de Mendoza, Princesa de Éboli , que também era Duquesa de Pastrana. Alguns historiadores acreditam que ele treinou com El Greco, mas nenhuma evidência documental foi encontrada. É sabido que passou os anos de 1600 a 1608 na Itália, onde conheceu e foi influenciado pelas obras de Caravaggio e seus alunos Orazio Gentileschi, Guido Reni e Annibale Carracci. Ao regressar a Pastrana, revelou essas influências numa "Trindade", pintada para o altar lateral do Monastério de Concepcionistas Franciscanas.
Em março de 1611 mudou-se para Toledo e, no ano seguinte, pintou um "Retábulo dos Quatro Dias da Páscoa" para os Dominicanos, que hoje se encontra no Museu do Prado. É, talvez, a sua obra mais conhecida. Destacam-se também as telas representando a “Adoração dos Magos” e a “Adoração dos Pastores”.
Em junho de 1613 ingressou na Ordem Dominicana e fixou residência no Mosteiro de San Pedro Mártir. Isto reduziu a sua atividade artística, embora tenha criado outras versões da "Adoração dos Pastores", uma das quais se encontra no Museu Hermitage de São Petersburgo. Outro pode ser visto no Museu Meadows, em Dallas .
O rei Filipe III de Espanha chamou-o à sua Corte em 1620, para ensinar desenho ao seu filho, o futuro rei Filipe IV de Espanha. Nessa época, Maíno tornou-se patrocinador do jovem Diego Velázquez; escolhendo-o, em concurso, para pintar uma “Expulsão dos Mouros”, o que ajudou a fixá-lo na corte. Essa pintura não sobreviveu ao desastroso incêndio no Alcácer Real de Madrid em 1734.
Morreu no Colégio e Convento de Santo Tomás, em Madrid. Frei Juan Rizi pode ter sido um de seus alunos ali.